# Atletism la Jocurile Olimpice de vară din 1988
Probele sportive de atletism la Jocurile Olimpice de vară din 1988 s-au desfășurat în perioada 23 septembrie - 2 octombrie 1988 la din Seul, Coreea de Sud. Au fost 42 de probe sportive, în care au concurat 1617 sportivi din 149 de țări.

## Stadionul Olimpic
Probele au avut loc pe Stadionul Olimpic. Acesta a fost inaugurat în anul 1984.

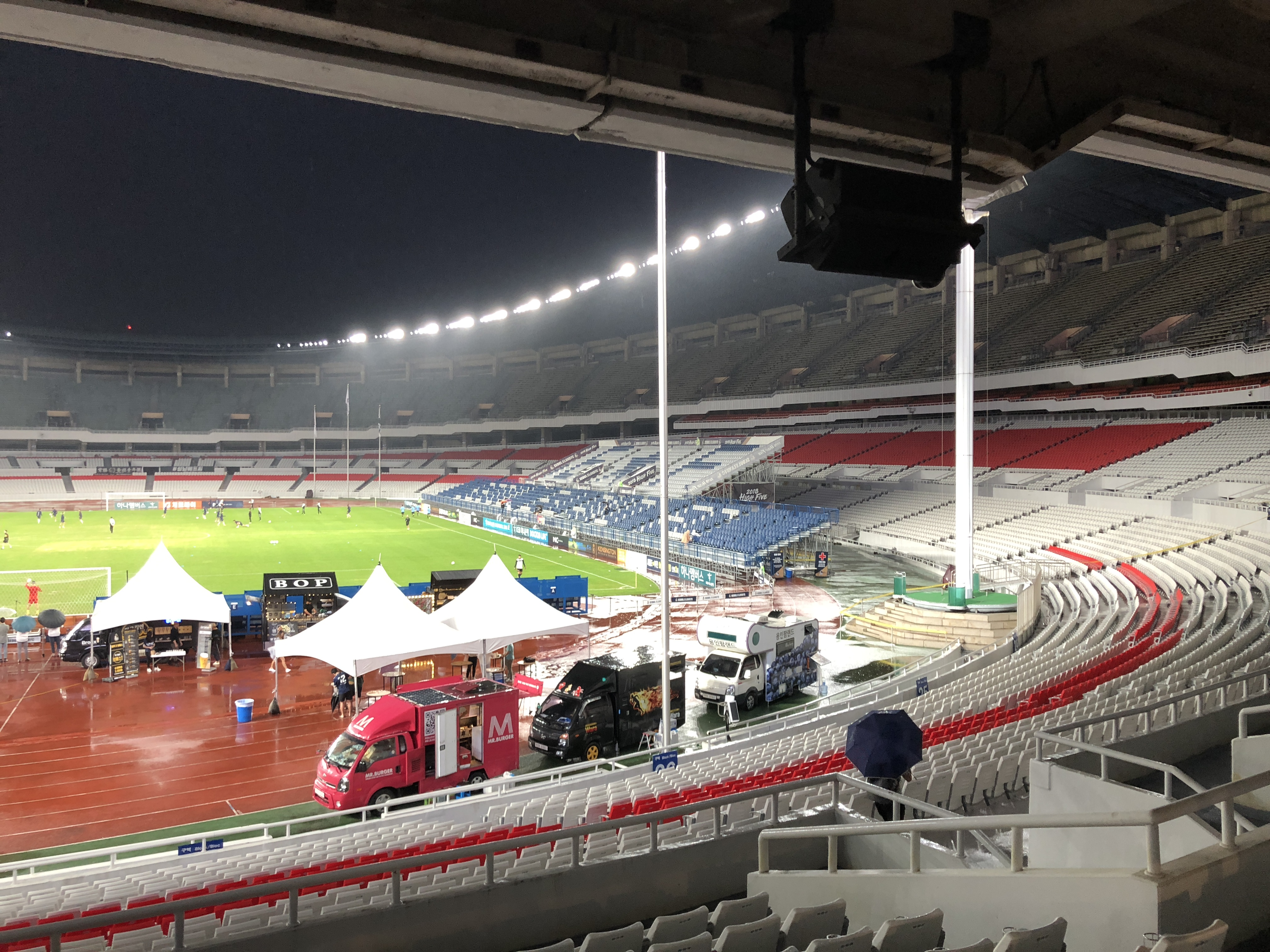
Stadionul Olimpic
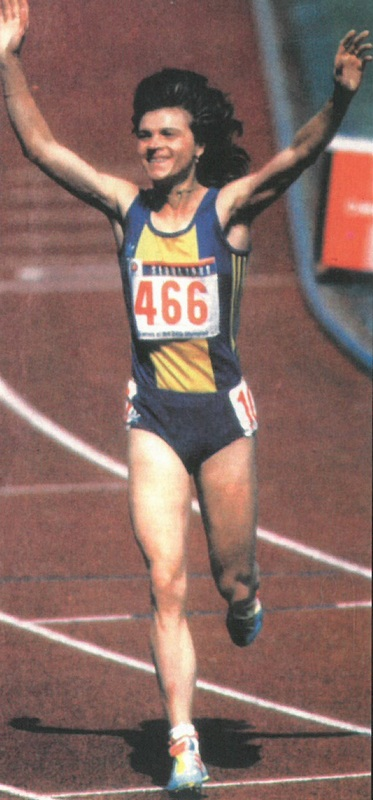
Paula Ivan

## Probe sportive

### Masculin
| Probă sportivă               | Aur | Aur         | Argint | Argint   | Bronz | Bronz    |
| 100 m† detalii               | Carl Lewis (USA) | 9,92 RM     | Linford Christie (GBR)                                                                                          | 9,97 RE  | Calvin Smith (USA)                                                                                               | 9,99     |
| 200 m detalii                | Joe DeLoach (USA) | 19,75       | Carl Lewis (USA)                                                                                                | 19,79    | Robson da Silva (BRA)                                                                                            | 20,04    |
| 400 m detalii                | Steve Lewis (USA) | 43,87       | Butch Reynolds (USA)                                                                                            | 43,93    | Danny Everett (USA)                                                                                              | 44,09    |
| 800 m detalii                | Paul Ereng (KEN) | 1:43,45     | Joaquim Cruz (BRA)                                                                                              | 1:43,90  | Saïd Aouita (MAR)                                                                                                | 1:44,06  |
| 1.500 m detalii              | Peter Rono (KEN) | 3:35,96     | Peter Elliott (GBR)                                                                                             | 3:36,15  | Jens-Peter Herold (GDR)                                                                                          | 3:36,21  |
| 5.000 m detalii              | John Ngugi (KEN) | 13:11,70    | Dieter Baumann (FRG)                                                                                            | 13:15,52 | Hansjörg Kunze (GDR)                                                                                             | 13:15,73 |
| 10.000 m detalii             | Brahim Boutayeb (MAR) | 27.21,44 RO | Salvatore Antibo (ITA)                                                                                          | 27:23,55 | Kipkemboy Kimeli (KEN)                                                                                           | 27:25,16 |
| 110 m garduri detalii        | Roger Kingdom (USA) | 12,98       | Colin Jackson (GBR)                                                                                             | 13,28    | Tonie Campbell (USA)                                                                                             | 13,38    |
| 400 m garduri detalii        | Andre Phillips (USA) | 47,19       | Amadou Dia Ba (SEN)                                                                                             | 47,23 RN | Edwin Moses (USA)                                                                                                | 47,56    |
| 3.000 m obstacole detalii    | Julius Kariuki (KEN) | 8.05,51 RO  | Peter Koech (KEN)                                                                                               | 8:06,79  | Mark Rowland (GBR)                                                                                               | 8:07,96  |
| 4×100 m detalii              | Uniunea Sovietică (URS) · Viktor Brîzhin · Vladimir Krîlov · Vladimir Muraviov · Vitali Savin                                       | 38,19       | Marea Britanie (GBR) · Elliot Bunney · John Regis · Mike McFarlane · Linford Christie · Clarence Callender*     | 38,28    | Franța (FRA) · Bruno Marie-Rose · Daniel Sangouma · Gilles Quenehervé · Max Morinière                            | 38,40    |
| 4×400 m detalii              | Statele Unite ale Americii (USA) · Danny Everett · Steve Lewis · Kevin Robinzine · Butch Reynolds · Antonio McKay* · Andrew Valmon* | 2.56,16     | Jamaica (JAM) · Howard Davis · Devon Morris · Winthrop Graham · Bert Cameron · Trevor Graham* · Howard Burnett* | 3.00,30  | Germania de Vest (FRG) · Norbert Dobeleit · Edgar Itt · Jörg Vaihinger · Ralf Lübke · Mark Henrich* · Bodo Kuhn* | 3.00,56  |
| Maraton detalii              | Gelindo Bordin (ITA) | 2:10:32     | Douglas Wakiihuri (KEN)                                                                                         | 2:10:47  | Hussein Ahmed Salah (DJI)                                                                                        | 2:10:59  |
| 20 km marș detalii           | Jozef Pribilinec (TCH) | 1:19:57     | Ronald Weigel (GDR)                                                                                             | 1:20:00  | Maurizio Damilano (ITA)                                                                                          | 1:20:14  |
| 50 km marș detalii           | Veaceslav Ivanenko (URS) | 3:38,29 RO  | Ronald Weigel (GDR)                                                                                             | 3:38:56  | Hartwig Gauder (GDR)                                                                                             | 3:39:45  |
| Săritura în înălțime detalii | Hennadi Avdeenko (URS) | 2,38 m      | Hollis Conway (USA)                                                                                             | 2,36 m   | Rudolf Povarnițîn (URS)                                                                                          | 2,36 m   |
| Săritura în înălțime detalii | Hennadi Avdeenko (URS) | 2,38 m      | Hollis Conway (USA)                                                                                             | 2,36 m   | Patrik Sjöberg (SWE)                                                                                             | 2,36 m   |
| Săritura cu prăjina detalii  | Serhii Bubka (URS) | 5,90 m      | Radion Gataullin (URS)                                                                                          | 5,85 m   | Grigori Egorov (URS)                                                                                             | 5,80 m   |
| Săritura în lungime detalii  | Carl Lewis (USA) | 8,72 m      | Mike Powell (USA)                                                                                               | 8,49 m   | Larry Myricks (USA)                                                                                              | 8,27 m   |
| Triplusalt detalii           | Hristo Markov (BUL) | 17,61 m     | Igor Lapșin (URS)                                                                                               | 17,52 m  | Aleksandr Kovalenko (URS)                                                                                        | 17,42 m  |
| Aruncarea greutății detalii  | Ulf Timmermann (GDR) | 22,47 m RO  | Randy Barnes (USA)                                                                                              | 22,39 m  | Werner Günthör (SUI)                                                                                             | 21,99 m  |
| Aruncarea discului detalii   | Jürgen Schult (GDR) | 68,82 m     | Romas Ubartas (URS)                                                                                             | 67,48 m  | Rolf Danneberg (FRG)                                                                                             | 67,38 m  |
| Aruncarea ciocanului detalii | Serghei Litvinov (URS) | 84,80 m RO  | Iuri Sedîh (URS)                                                                                                | 83,76 m  | Jüri Tamm (URS)                                                                                                  | 81,16 m  |
| Aruncarea suliței detalii    | Tapio Korjus (FIN) | 84,28 m     | Jan Železný (TCH)                                                                                               | 84,12 m  | Seppo Räty (FIN)                                                                                                 | 83,26 m  |
| Decatlon detalii             | Christian Schenk (GDR) | 8488        | Torsten Voss (GDR)                                                                                              | 8399     | Dave Steen (CAN)                                                                                                 | 8328     |

† Ben Johnson a câștigat inițial cursa pe un timp de 9,79 secunde, dar a fost descalificat ulterior pentru dopaj.

### Feminin
| Probă sportivă               | Aur | Aur        | Argint | Argint     | Bronz | Bronz    |
| 100 m detalii                | Florence Griffith Joyner (USA)                                                                                               | 10,54 RO   | Evelyn Ashford (USA) | 10,83      | Heike Drechsler (GDR)                                                                                           | 10,85    |
| 200 m detalii                | Florence Griffith Joyner (USA)                                                                                               | 21,34 RM   | Grace Jackson (JAM) | 21,72      | Heike Drechsler (GDR)                                                                                           | 21,95    |
| 400 m detalii                | Olha Brîzhina (URS) | 48,65      | Petra Müller (GDR) | 49,45      | Olga Nazarova (URS)                                                                                             | 49,90    |
| 800 m detalii                | Sigrun Wodars (GDR) | 1:56,10    | Christine Wachtel (GDR) | 1:56,64    | Kim Gallagher (USA)                                                                                             | 1:56,91  |
| 1.500 m detalii              | Paula Ivan (ROM) | 3.53,96 RO | Laimutė Baikauskaitė (URS) | 4:00,24    | Teteana Samolenko (URS)                                                                                         | 4:00,30  |
| 3.000 m detalii              | Teteana Samolenko (URS) | 8:26,53    | Paula Ivan (ROM) | 8:27,15    | Yvonne Murray (GBR)                                                                                             | 8:29,02  |
| 10.000 m detalii             | Olga Bondarenko (URS) | 31:05,21   | Liz McColgan (GBR) | 31:08,44   | Olena Jupieva (URS)                                                                                             | 31:19,82 |
| 100 m garduri detalii        | Iordanka Donkova (BUL) | 12,38 RO   | Gloria Siebert (GDR) | 12,61      | Claudia Zackiewicz (FRG)                                                                                        | 12,75    |
| 400 m garduri detalii        | Debbie Flintoff-King (AUS)                                                                                                   | 53,17      | Tatiana Ledovskaia (URS) | 53,18      | Ellen Fiedler (GDR)                                                                                             | 53,63    |
| 4×100 m detalii              | Statele Unite ale Americii (USA) · Alice Brown · Sheila Echols · Florence Griffith-Joyner · Evelyn Ashford · Dannette Young* | 41,98      | Germania de Est (GDR) · Silke Möller · Kerstin Behrendt · Ingrid Lange · Marlies Göhr                                                                        | 42,09      | Uniunea Sovietică (URS) · Liudmila Kondratieva · Galina Malciughina · Marina Jirova · Natalia Pomoșcinikova     | 42,75    |
| 4×400 m detalii              | Uniunea Sovietică (URS) · Tatiana Ledovskaia · Olga Nazarova · Maria Pinighina · Olha Brîzhina · Liudmîla Djîhalova*         | 3.15,17 RM | Statele Unite ale Americii (USA) · Denean Howard-Hill · Diane Dixon · Valerie Brisco-Hooks · Florence Griffith-Joyner · Sherri Howard* · Lillie Leatherwood* | 3.15,51 RA | Germania de Est (GDR) · Dagmar Rübsam-Neubauer · Kirsten Emmelmann · Sabine Busch · Petra Müller · Grit Breuer* | 3.18,29  |
| Maraton detalii              | Rosa Mota (POR) | 2:25:40    | Lisa Martin-Ondieki (AUS) | 2:25:53    | Katrin Dörre (GDR)                                                                                              | 2:26:21  |
| Săritura în înălțime detalii | Louise Ritter (USA) | 2,03 m     | Stefka Kostadinova (BUL) | 2,01 m     | Tamara Bîkova (URS)                                                                                             | 1,99 m   |
| Săritura în lungime detalii  | Jackie Joyner-Kersee (USA)                                                                                                   | 7,40 m RO  | Heike Drechsler (GDR) | 7,22 m     | Galina Cisteakova (URS)                                                                                         | 7,11 m   |
| Aruncarea greutății detalii  | Natalia Lisovskaia (URS) | 22,24 m    | Kathrin Neimke (GDR) | 21,07 m    | Li Meisu (CHN)                                                                                                  | 21,06 m  |
| Aruncarea discului detalii   | Martina Hellmann (GDR) | 72,30 m RO | Diana Gansky (GDR) | 71,88 m    | Țvetanka Hristova (BUL)                                                                                         | 69,74 m  |
| Aruncarea suliței detalii    | Petra Felke (GDR) | 74,68 m RO | Fatima Whitbread (GBR) | 70,32 m    | Beate Koch (GDR)                                                                                                | 67,30 m  |
| Heptatlon detalii            | Jackie Joyner-Kersee (USA)                                                                                                   | 7291 RM    | Sabine John (GDR) | 6897       | Anke Behmer (GDR)                                                                                               | 6858     |

* Atleta a participat doar în probele calificatorii, dar nu și în finală, obținând totuși o medalie.

## Clasament pe medalii
| Loc   | Țară                       | Aur | Argint | Bronz | Total |
| ----- | -------------------------- | --- | ------ | ----- | ----- |
| 1     | Statele Unite ale Americii | 13  | 7      | 6     | 26    |
| 2     | Uniunea Sovietică          | 10  | 6      | 10    | 26    |
| 3     | Germania de Est            | 6   | 11     | 10    | 27    |
| 4     | Kenya                      | 4   | 2      | 1     | 7     |
| 5     | Bulgaria                   | 2   | 1      | 1     | 4     |
| 6     | Italia                     | 1   | 1      | 1     | 3     |
| 7     | Australia                  | 1   | 1      | 0     | 2     |
| 7     | Cehoslovacia               | 1   | 1      | 0     | 2     |
| 7     | România                    | 1   | 1      | 0     | 2     |
| 10    | Finlanda                   | 1   | 0      | 1     | 2     |
| 10    | Maroc                      | 1   | 0      | 1     | 2     |
| 12    | Portugalia                 | 1   | 0      | 0     | 1     |
| 13    | Marea Britanie             | 0   | 6      | 2     | 8     |
| 14    | Jamaica                    | 0   | 2      | 0     | 2     |
| 15    | Germania de Vest           | 0   | 1      | 3     | 4     |
| 16    | Brazilia                   | 0   | 1      | 1     | 2     |
| 17    | Senegal                    | 0   | 1      | 0     | 1     |
| 18    | Canada                     | 0   | 0      | 1     | 1     |
| 18    | China                      | 0   | 0      | 1     | 1     |
| 18    | Djibouti                   | 0   | 0      | 1     | 1     |
| 18    | Franța                     | 0   | 0      | 1     | 1     |
| 18    | Suedia                     | 0   | 0      | 1     | 1     |
| 18    | Elveția                    | 0   | 0      | 1     | 1     |
| Total | Total                      | 42  | 42     | 43    | 127   |